# Willem Christiaan Groenevelt

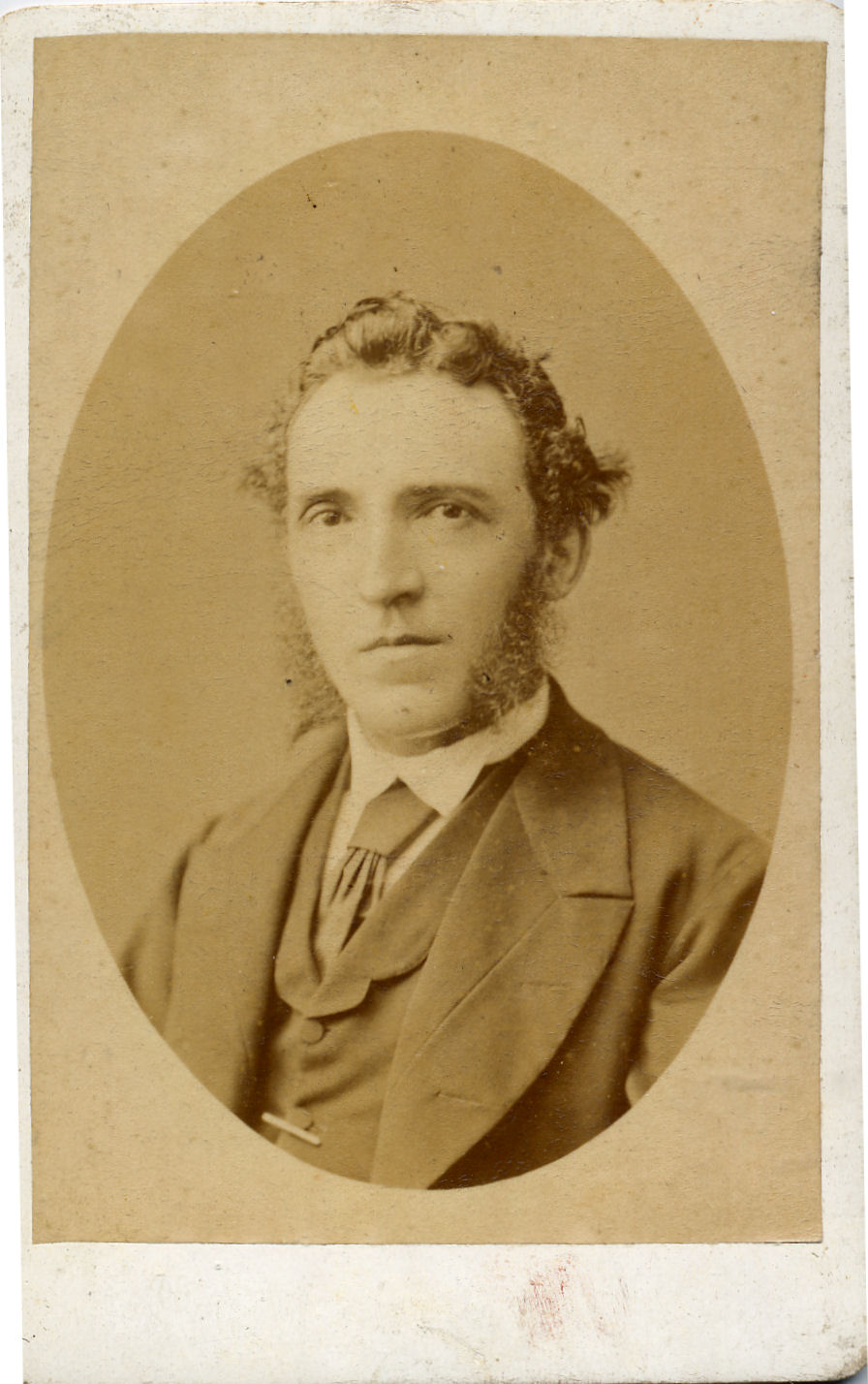
W.C. Groenevelt 1870

Willem Christiaan Groenevelt (Alkmaar, 20 september 1830 – Leiden, 14 november 1873) was van 1854 tot 1868 predikant te Dordrecht, Noorden en Monnickendam.

## Personalia
Zijn jeugd bracht hij door in Alkmaar, waar hij ook het gymnasium volgde. Uit twee prijsboeken blijkt dat hij een goede leerling was en zijn oom Barend heeft deze intelligente jongen financieel ondersteund in zijn ontwikkeling. Na de voltooiing van het gymnasium is hij in 1848 in Utrecht gaan studeren en daar lid van het corps geworden. Vermoedelijk tijdens zijn studie heeft hij zijn latere vrouw Sara Bolk, dochter van een bemiddelde Utrechtse koopman leren kennen. Met haar is hij op 20 maart 1856 in Utrecht getrouwd en uit dit huwelijk zijn een zoon en dochter geboren. Nadat hij als predikant ontslag had genomen, werd hij in 1868 in Leiden leraar aan een U.l.o.-school voor meisjes, maar werd geveld door een slopende ziekte, waardoor hij ten slotte “na zwaar lijden” overleed.

## Bedieningen
Op 4 mei 1854 werd hij tot de evangeliebediening toegelaten en zijn loopbaan als predikant begon hij als hulpprediker in Dordrecht in de jaren 1854 en 1855. Vervolgens was hij predikant in Noorden (gemeente Nieuwkoop) van 6 april 1856 tot december 1858. Op 2 januari 1859 deed hij zijn intrede in Monnickendam en wegens richtingverschil met zijn gemeente legde hij op 5 april 1868 zijn ambt neer.

## Betekenis
Groenevelt was een moderne predikant die de theologische inzichten door popularisering van de theologie aan een breder publiek. wilde bekendmaken. Hij behoorde tot de richting van het christelijke humanisme die de mensheid wilde opvoeden naar het beeld van Jezus. Opvoeding in het geloof was voor hem een belangrijk middel tot beschaving. Zo schreef hij een boekje voor de godsdienstles in 1864: Bijbelsch onderwijs voor meer gevorderden (Purmerend, 1864), dat zelfs in het Frans vertaald werd als Cours d’instruction biblique à l’usage des élèves plus avancés. Zijn afkeer van de rechtlijnigheid van de orthodoxe geloofsgemeente in Monnickendam deed hem vier jaar later besluiten met de in Alkmaar uitgegeven afscheidspreek: God is Liefde. Afscheidswoord tot de hervormde gemeente te Monnikendam op 5 april 1868 het ambt neer te leggen. Hij weigerde resoluut een prediker te zijn “die de echo was van de opvattingen van zijn gemeente”.
In 1870 verscheen van zijn hand "Opvoeding tot godsdienst" in: De nieuwe richting in het leven 3 (1870), 254-256. Hierin vertolkte hij zijn opvatting dat de godsdienstige opvoeding met name een taak was van de moeder. Ruim vier maanden voor zijn dood schreef hij nog in zijn laatste briefje aan zijn niet zo sterke vrouw (die hem slechts drie jaar overleefde) God te zoeken en hem beter te leren kennen en de opvoeding van hun kinderen aan trouwe, godsdienstige en bekwame mensen toe te vertrouwen.
Zeer toepasselijk stelt zijn latere biograaf dan ook dat hij “de moed zijner overtuiging bezat en wiens kunde, oprechtheid en heilige ernst in de vervulling van zijn ambt zelfs door tegenstanders geroemd worden”.